# 桜馬場通

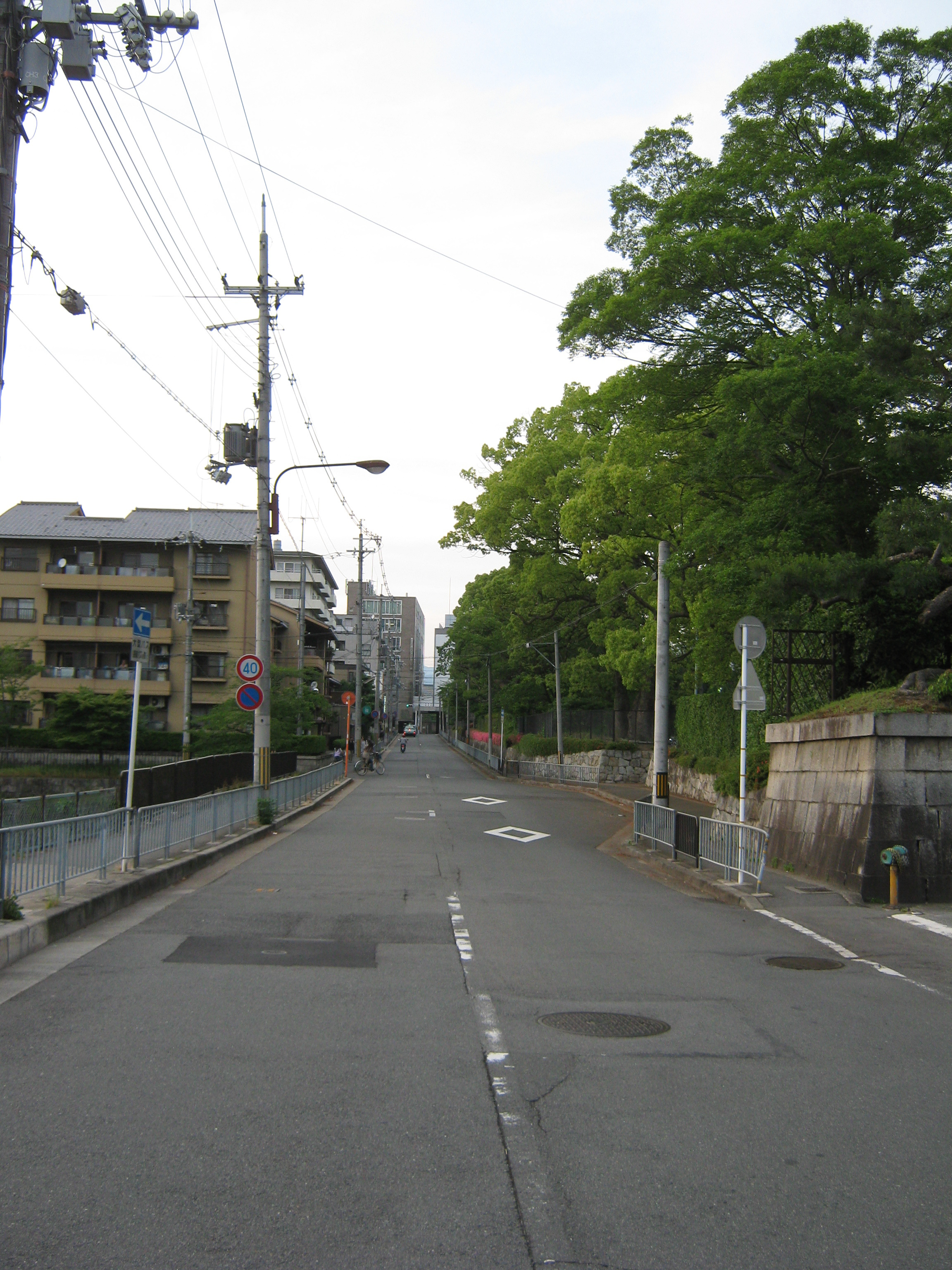
桜馬場通、ロームシアター京都前より北方面

桜馬場通（さくらのばんばどおり）は、京都市左京区内の南北の通りの一つ。北は丸太町通から南は冷泉通まで延長300mに満たない短い通り。岡崎の公園内に通された道であるため、歩道と車道が分離されている。
一般家屋が並ぶのは北半分の西側のみ。東側は岡崎の諸施設の並ぶ一帯で、北から京都市武道センター、およびその中に京都市指定文化財の旧武徳殿、平安神宮駐車場。西側の南半分は琵琶湖疏水の本線が北流する区間に沿う。南端の冷泉通、冷泉橋東詰の南にはロームシアター京都の通用口がある。

## 沿道の主な施設
- 京都市武道センター - 丸太町下ル
- 旧武徳殿 - 竹屋町通
- 平安神宮
- 琵琶湖疏水
- ロームシアター京都